# Mansour al-Omari
Pour les articles homonymes, voir Omari.
Mansour Omari, ou Mansour al-Omari (en arabe : منصور العمري) est un journaliste syrien et défenseur des droits humains né à Midan, Damas. Il contribue à la documentation des violations des droits humains en Syrie au début du soulèvement syrien, est arrêté par les mukhabarats, détenu et torturé pendant plus d'un an par les services secrets du régime. À sa sortie, il exfiltre des listes de noms de codétenus écrits sur des lambeaux de tissu. Réfugié, il témoigne de son parcours et milite pour la justice et la libération des détenus politiques.

## Biographie
Mansour al-Omari naît en 1979 à Damas, dans une famille de la classe moyenne, où il grandit. Il étudie la littérature anglaise à l'Université de Damas. Alors qu'il est étudiant, il commence un travail de traduction et de journalisme.

## Carrière
En 2010, il est rédacteur en chef de la section anglaise de Peace Weekly, l'édition syrienne d'un magazine américain, et le traducteur officiel du festival de court métrage de Damas. Plus tard, il joue un rôle fondamental dans la transmission du point de vue occidental des informations syriennes dans le monde arabe, écrivant essentiellement pour Orient net et d'autres médias locaux syriens. Il travaille également comme traducteur pour Human Rights Watch, le Centre syrien pour les médias et la liberté d'expression et le Centre de documentation des violations en Syrie (VDC), établi par la militante Razan Zaitouneh.
À partir de 2011, il établit pour le VDC la liste des militants politiques qui ont disparu mais dont le gouvernement syrien nie toute implication dans leur disparition, arrestation ou détention. Le centre essaye de documenter et lister, mais également de trouver des informations et réponses pour les familles, car, selon Mansour, « la norme en Syrie, lorsqu'une personne est arrêtée, est que sa famille soit effrayée de poser des questions ».

## Arrestation et emprisonnement
Mansour al-Omari est arrêté le 16 février 2012 par le service de renseignement de l'armée de l'air syrienne dans les bureaux du Centre syrien pour les médias et la liberté d'expression (CSM). Quinze autres journalistes et militants sont arrêtés le même jour, dont Mazen Darwish, le président du CMFE, sa femme Yara Bader et la blogueuse Razan Ghazzawi. Huit d'entre eux ont été libérés en mai 2012. Mansour al-Omari fait l'objet d'une disparition forcée sans aucune déclaration officielle à propos de son sort ou de son statut, jusqu'à sa libération le 7 février 2013 ,.
Durant cette période, il est transféré dans diverses prisons, dont neuf mois sous la supervision de Maher el-Assad, frère de Bachar el-Assad. Il est régulièrement torturé pendant sa détention et est l'un des rares survivants de ces séances de torture,.

« Lorsque j’ai été victime de disparition forcée et torturé pour avoir documenté le vaste réseau de torture et de disparition d’Assad, j’avais les yeux bandés jour et nuit. »

— Mansour Omari
Amnesty International désigne Mansour al-Omari prisonnier d'opinion, détenu uniquement en raison de l'exercice pacifique de son droit à la liberté d'expression et d'association dans le cadre de son travail avec le CMFE. Plus de vingt organisations internationales des droits de l'homme, dont le Réseau arabe pour l'information sur les droits de l'homme, Human Rights Watch, Index on Censorship, l'International Press Institute, Reporters sans frontières et l'Organisation mondiale contre la torture, cosignent une lettre appelant à libération immédiate d'al-Omari et ses collègues. Catherine Ashton, la haute représentante de l'Union pour les affaires étrangères et la politique de sécurité de l'Union européenne, condamne également son arrestation, appelant la Syrie à libérer Mansour al-Omari et ses collègues immédiatement.

## Libération et témoignage
Mansour al-Omari sort de prison avec des listes de noms de ses codétenus copiés sur des lambeaux de tissus, écrits avec un mélange de sang et de rouille. Il explique avoir eu cela constamment à l'esprit durant sa détention « c'est mon travail, ma tâche, de documenter les noms », il affirme qu'il a tout simplement pensé qu'il était de son devoir de documenter ce dont il état directement témoin, afin de pouvoir contacter les familles des détenus pour leur dire où ils se trouvent,. Avec l'aide de 4 codétenus, dont Nabil Shurbaji, journaliste également, qui copie les noms, il collecte 82 noms sur 5 morceaux de tissu qu'il exfiltre à sa libération, et qui sont exposés aujourd'hui au musée mémorial de l'Holocauste de Washington,,,,.
Il est désormais réfugié politique en Suède. Avec d'autres survivants des geôles syriennes, il poursuit sa documentations des « atrocités de masse en Syrie » afin de pouvoir porter les crimes en justice. Mansour al-Omari estime que ce sont probablement « les crimes de masse les plus documentés de l'histoire ».

« C’est vrai, je ne pouvais pas sauver mes codétenus, et je porterai ce regret amer dans ma tombe. Mais je peux encore faire quelque chose d'utile. Je peux travailler pour empêcher que cela ne se reproduise. Et je peux travailler pour essayer d'épargner aux générations futures de Syriens la souffrance que j'ai subie. »

— Mansour Omari

## Prises de position
Réfugié, Mansour al-Omari continue de militer pour les droits humains, pour que la réalité des centres de détention en Syrie soit connue, que les crimes puissent être traduits en justice.
Il estime que la désinformation qui vise à nier la réalité des crimes commis par le régime syrien participe à la torture : « ceux qui nient impitoyablement que notre torture ait jamais eu lieu sont des tortionnaires sous une autre forme ».
En septembre 2021, Mansour al-Omari affirme, sur la base de rapports d'ONGs, que le renvoi de réfugiés syriens dans leur pays d'origine, est les renvoyer à une mort certaine, et estime qu'aucun pays européen ne devrait renvoyer personne en Syrie.

## Récompenses
- Mansour al-Omari reçoit le prix PEC en juin 2012, le prix PEC est décerné chaque année par le comité PEC pour récompenser une personne ou une organisation qui travaille pour la protection des journalistes et la liberté de la presse, à l'époque Mansour al-Omari est toujours détenu.
- En 2013, il reçoit le prix Hellman-Hammett qui reconnaît les écrivains pour leur engagement en faveur de la liberté d'expression et leur courage face à la persécution politique.